# دابلیوااچ جی۶۴
دابلیواُاچ جی۶۴ (به انگلیسی: WOH G64) یک فراغول سرخ در ابر ماژلانی بزرگ است. این ستاره با شعاع 1554 شعاع خورشیدی سومین ستاره بزرگ عالم است